# A legbátrabb város (film)
A legbátrabb város Matúz Gábor dokumentum játékfilmje. A film 2008-ban  készült, 2009. november 5-én mutatták be, és az 1919-es balassagyarmati felkelést mutatja be, Szersén Gyula narrációjával. 2010 óta évente a január 29-i városi ünnepségen a Madách Filmszínházban levetítik.

## Történet
|  | Alább a cselekmény részletei következnek! |

1919 januárjában a Csehszlovák Légió átlépte a demarkációs vonalnak kijelölt Ipoly folyót, és küldöttet küldöttek Rákóczi István Nógrád vármegyei kormánybiztoshoz, Bazovszky István losonci ügyvéd személyében. Hagyják, hogy a hadsereg bevonuljon a városba, elfoglalva azt. A megszállás azonban látszólag elmaradt, csak január 15-én vonultak be, majd több magas tisztséget viselő magyar személyt leváltottak, csehszlovákokra. Végül a balassagyarmati polgárok, vasutasok és a környéken állomásozó magyar katonák január 29-én kiűzték a megszállókat.
|  | Itt a vége a cselekmény részletezésének! |